# عبد الرحمن جودة
عبد الرحمن محمد عواد متولي جودة (مواليد 11 مايو 1999)، لاعب كرة قدم قطري من أصول مصرية يجيد اللعب كحارس مرمى في نادي الوعب.
لعب سابقاً في نادي قطر ونادي المرخية ونادي الخريطيات ونادي الوعب.